# Baldwin Spencer
Winston Baldwin Spencer (8 de outubro de 1948) é um político antiguano, foi primeiro-ministro de Antígua e Barbuda de agosto de 2004 até junho de 2014.

## Carreira política

### Líder da Oposição
Por um quarto de século, ele foi um líder sindical proeminente no Sindicato dos Trabalhadores de Antígua e Barbuda. Ele foi eleito pela primeira vez para o Parlamento em 1989.
Em 1992, Spencer desempenhou um papel fundamental na formação do United Progressive Party. Anteriormente, ele serviu como líder do United National Democratic Party e liderou reuniões colaborativas com o Antigua Caribbean Liberation Movement que resultaram na formação do United Progressive Party. Após a formação do partido, Spencer se tornou o líder político do partido e o líder da oposição no Parlamento.
Como líder da oposição, Baldwin Spencer organizou manifestações públicas e fez greve de fome para defender a reforma eleitoral após as amplamente criticadas eleições de 1999. Sua defesa levou à formação de uma Comissão Eleitoral independente para supervisionar as eleições em Antígua e Barbuda. Ele também liderou a luta para garantir que a oposição tivesse acesso à mídia estatal, como a estação de televisão Antigua Broadcasting Service (ABS). Para esse fim, ele entrou com uma ação e levou o Governo de Lester Bird ao tribunal, argumentando que, em uma sociedade democrática, os cidadãos têm o direito de ouvir uma perspectiva política oposta sobre as ondas de rádio do governo.

### Primeiro ministro
Em 2004, Baldwin Spencer liderou o United Progressive Party a uma vitória esmagadora nas eleições gerais. Ele derrotou o partido (ALP) de Lester Bird, que governou Antígua e Barbuda nos 28 anos anteriores. No governo, ele promoveu um trio de boas reformas governamentais: um programa nacional de merenda escolar, aumentando o salário mínimo e pagando todos os funcionários públicos.
Internacionalmente, Baldwin Spencer é conhecido como um diplomata habilidoso que ajudou seu país a assumir a liderança do Grupo dos 77 em 2008. Ele recebeu a ordem máxima da Costa do Marfim, o Comandante da Ordem Nacional. Ele também foi reconhecido pelas Nações Unidas por sua liderança, recebendo o Prêmio de Realização dos Objetivos de Desenvolvimento do Milênio em reconhecimento por seu trabalho promovendo a causa do desenvolvimento internacional.
A UPP venceu as eleições de março de 2009 com uma maioria reduzida de nove dos 17 assentos. O próprio Spencer derrotou a candidata do ALP Gail Christian no distrito eleitoral de St John's Rural West, recebendo 2 259 votos contra 1 753 de Christian. Spencer disse nesta ocasião que "não seria business as usual", e ele foi prontamente empossado para outro mandato como primeiro-ministro quando a contagem de votos foi concluída.
Após 10 anos no poder, a UPP foi derrotada pela ALP na eleição geral realizada em 12 de junho de 2014. Dos 17 assentos, a UPP manteve apenas três; Spencer foi reeleito para seu próprio assento por uma margem muito estreita. Spencer aceitou a derrota, dizendo que o povo havia claramente escolhido o ALP. Ele foi sucedido como primeiro-ministro pelo líder do ALP, Gaston Browne, em 13 de junho.